# Centrica
Centrica plc er en energi- og energiforsyningsvirksomhed med hovedkvarter i Windsor, Berkshire. De primære aktiviteter er elektricitets- og gasforsyning i Storbritannien og Irland. Gasforsyningen foregår igennem datterselskaberne British Gas, Scottish Gas og Phoenix Gas. Der er ca. 20.000 ansatte (2023). I Danmark opkøbte de i 2016 Neas Energy, der i dag kendes som energihandelsvirksomheden Centrica Energy. Centrica plc blev etableret i 1997 efter en opsplitning af British Gas.